# Saigerhütte Schleusingen
Die Saigerhütte Schleusingen  war ein 1461 gegründetes und bis Mitte des 16. Jahrhunderts bestehendes Hüttenwerk der Buntmetallurgie unmittelbar bei der Stadt Schleusingen in der Grafschaft Henneberg. In dieser Hütte wurde das in der damaligen Zeit neue Saigerverfahren zur Silberscheidung aus Kupfer praktiziert.

## Geschichte

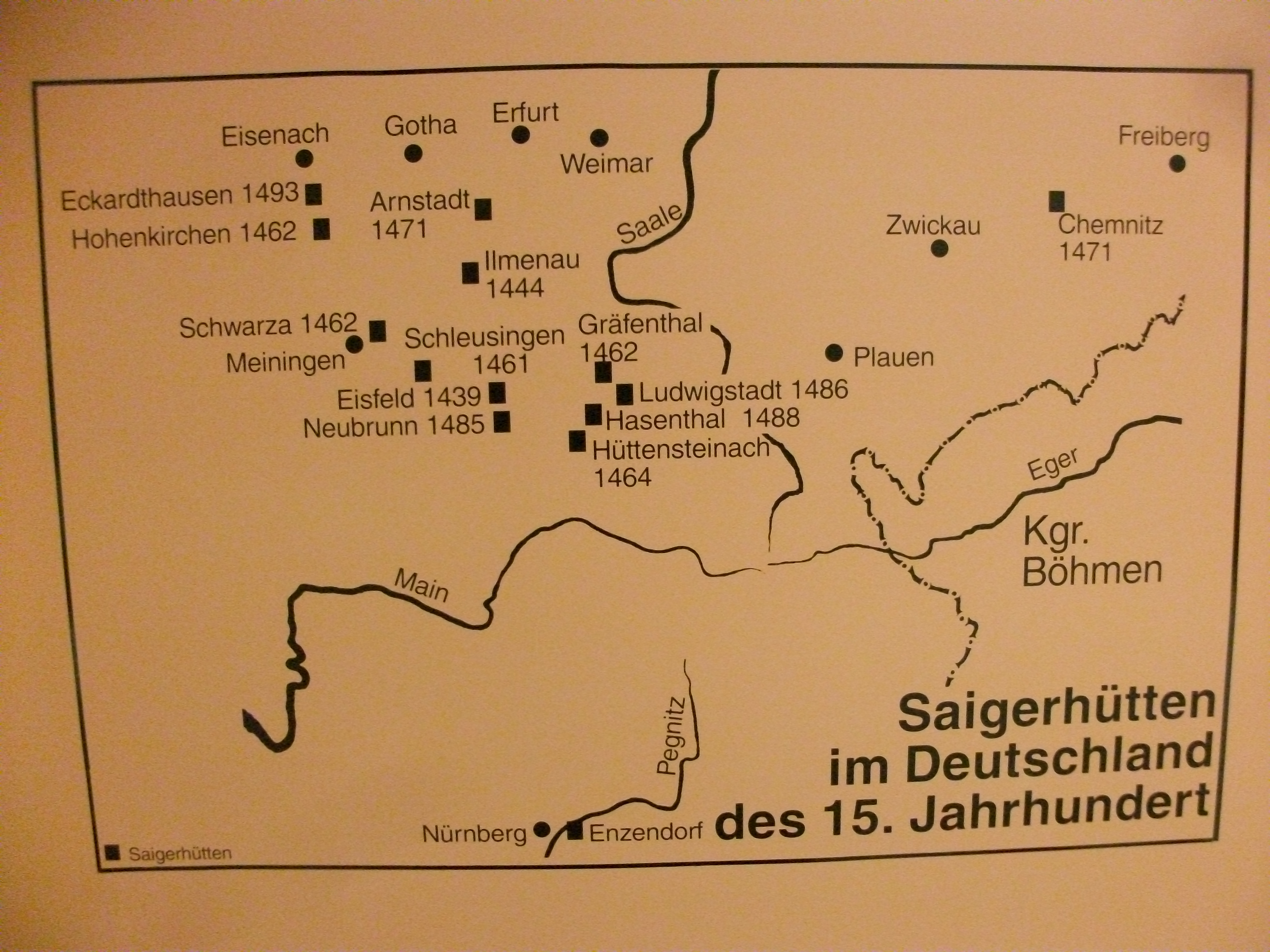
Übersicht Saigerhütten in Deutschland im 15. Jh. (Museum Saigerhütte Grünthal)

Mit der Entdeckung des Saigerverfahrens zur Silberscheidung aus Kupfererzen, das Johannes Funcken zwischen 1430 und 1451 in der Reichsstadt Nürnberg zugeschrieben wird, gelang es den Eigentümern von Schmelzhütten, in den Besitz des im Kupfererz enthaltenen Silbers zu kommen, das nicht ablieferungspflichtig an den Landesherrn war. Der Metallhandel erkannte bereits sehr frühzeitig die Bedeutung des Verfahrens, was kapitalkräftige Kaufleute dieses Handelszweigs zum Bau von Saigerhütten veranlasste. Während der Bau einer Saigerhütte anfangs auch durch einzelne Personen erfolgte, zeigte sich schon recht bald, dass der Betrieb und die Instandhaltung von Saigerhütten durch Kapitalgesellschaften, sogenannte Saigerhandelsgesellschafen, effektiver war. Im Fall von Schleusingen waren es Nürnberger Patrizier insbesondere aus der Familie Semler, die sich bei der Gründung von Saigerhandelsgesellschaften hervorhoben. Die Reichsstadt Nürnberg war damals eines der bedeutendsten europäischen Zentren der Metallverarbeitung.
Als erste Saigerhütte in der Grafschaft Henneberg wurde die Saigerhütte Schleusingen am 20. November des Jahres 1461 durch den Grafen Wilhelm III. von Henneberg-Schleusingen konzessioniert.
Nach der Anlage der Saigerhütte Schleusingen entstanden im heutigen Thüringen bis 1565 elf weitere Saigerhütten, die zu Beginn vor allem Schwarzkupfer aus der Grafschaft Mansfeld versaigerten. 1470/71 entstand die Saigerhütte Chemnitz als erstes Hüttenwerk dieser Art im Herzogtum Sachsen.
Neben der Saigerhütte Schleusingen belehnten die gräflichen Gebrüder Wilhelm und Ernst von Henneberg Martin Semler und dessen Söhne Moritz und Mathies Semler und deren Erben und Nachkommen mit dem Hammer und der Hammerstätte, genannt in der Hölle über seiner Mühle oberhalb der Stadt Schleusingen gelegen, inklusive der Wassernutzungsrechte im Breitenbach und der Erlau. Martin Semler war 1461 gemeinsam mit Burghard Semler aus Nürnberg nach Schleusingen gekommen, um die dortige Saigerhütte zu gründen. Er starb im Jahre 1493. Durch Erbschaft fiel die Hütte 1501 an Marcus Semler.